# Stagno di Nora
Lo stagno di Nora, o di Sant'Efisio, è una zona umida situata nel comune di Pula, sulla costa meridionale della Sardegna.

Lo stagno appartiene al demanio della Regione Sardegna che concede lo sfruttamento professionale delle sue risorse ittiche; viene esercitata l'attività di pesca a diverse specie tra cui anguille, mugilidi, orate, spigole e saraghi.